# IBM Watson

Логотип Watson'а («розумніша планета» IBM)

Watson — комп'ютерна система штучного інтелекту, що здатна відповісти на питання, задані природною мовою. Watson розроблена в рамках проєкту IBM DeepQA, який був проведений дослідницькою групою, очолюваною науковим керівником Девідом Феруччі (David Ferrucci). Watson названий на честь першого президента IBM Томаса Дж. Вотсона (англ. Thomas J. Watson).
В рамках цього проєкту компанія почала застосовувати аналітичну програму Watson Analytics, що прогнозує, наскільки той чи інший працівник буде корисним в майбутньому та пропонує видавати йому премії за майбутні заслуги. Watson Analytics звертає увагу на досвід та проєкти співробітника, щоб визначити його потенційні навички та якості, які можуть знадобитися IBM у майбутньому. Також у полі зору — чи відвідував працівник внутрішні тренінги та семінари. Поки оцінку Watson враховують, лише коли виникає питання премій, гонорарів та підвищення.
9 травня 2023 року, за повідомленням агентства Reuters, корпорація IBM запустила нову платформу штучного інтелекту та даних Watsonx, яка допоможе компаніям інтегрувати штучний інтелект у свій бізнес. «Запуск нової платформи штучного інтелекту відбувся через десять років після того, як програмне забезпечення IBM під назвою Watson привернуло увагу завдяки перемозі в ігровому шоу Jeopardy. IBM тоді заявила, що Watson може «вивчати» і обробляти людську мову. Але висока вартість Watson на той час зробила його використання складним завданням для компаній», — наголошено в повідомленні. Використовуючи Watsonx.ai, користувачі також можуть перевіряти та розгортати моделі, а також відстежувати їх після розгортання, консолідуючи свої різні робочі процеси, додали в компанії.

### Архів Jeopardy!
- Jeopardy! Show #6086 - Game 1, Part 1 [Архівовано 25 березня 2021 у Wayback Machine.]
- Jeopardy! Show #6087 - Game 1, Part 2 [Архівовано 8 грудня 2020 у Wayback Machine.]
- Jeopardy! Show #6088 - Game 2 [Архівовано 8 грудня 2020 у Wayback Machine.]

### Відео
- PBS NOVA documentary on the making of Watson [Архівовано 5 грудня 2015 у Wayback Machine.]
- IBM and the Jeopardy Challenge на YouTube (3:59), IBM
- IBM "Watson" System to Challenge Humans at Jeopardy! на YouTube (2:29), IBMLabs
- Building Watson – A Brief Overview of the DeepQA Project на YouTube (21:42), IBMLabs
- Trial run на YouTube